# Каяшкан
Каяшкан — река в России, протекает по Турочакскому району Республики Алтай. Устье реки находится в 23 км по правому берегу реки Сия. Длина реки составляет 17 км. В 2 км от устья впадает река Куйган.

## География и гидрология
Река берёт истоки на слонах Бийской Гривы, в верхнем течении разделена на два притока Левый и Правый Каяшкан соответственно. У места впадения в Сию находится одноимённое село Каяшкан.

## Данные водного реестра
По данным государственного водного реестра России относится к Верхнеобскому бассейновому округу, водохозяйственный участок реки — Бия, речной подбассейн реки — Бия и Катунь. Речной бассейн реки — (Верхняя) Обь до впадения Иртыша.